# Rheinische Zeitung
La Rheinische Zeitung (la « Gazette rhénane » en français) est un journal allemand créé en janvier 1842 à Cologne et publié jusqu'en avril 1843, moment où il est censuré par le gouvernement prussien. 
Karl Marx en sera le rédacteur en chef d'octobre 1842 jusqu'à peu avant sa fermeture.
Au cours de la décennie 1830, un journal appelé le Kölnische Zeitung avait émergé comme voix de l'opposition catholique de cette ville. 
Le gouvernement prussien protestant, basé à Berlin, considérait ce journal et ses 8 000 abonnés comme un problème, et encouragea de nombreuses mais vaines tentatives de concurrence. 
L'un de ces journaux appelé le  Rheinische Allgemeine Zeitung, au bord de la ruine, fut alors repris par George Jung et Moses Hess, ceux-ci ayant persuadé de riches investisseurs comme Camphausen, Mevissen ou Oppenheim de soutenir leurs efforts pour y lancer la carrière du jeune Karl Marx.